# نظام الآثار والمتاحف والتراث العمراني (السعودية)
صَدرنظام الآثار والمتاحف والتراث العمراني بالسعودية، بالأمر السامي بتاريخ 1436/ 2014، ليحل محل نظام الآثار المعمول به سابقاً في 1392/1972، أيّ قبل 50 عاماً، حيث برزت خلال هذه المدة الطويلة الكثير من المستجدات التي توجب تطوير هذا النظام. كما تم تعديل الاسم إلى (نظام الآثار والمتاحف والتراث العمراني).
شَمل نظام الآثار والمتاحف والتراث العمراني الجديد معالجة الجانب التنظيمي، والاستثماري، والعلمي، ومراعاة البُعد الدولي، وركز على تعزيز الأنظمة الحالية التي تهتم بالآثار والتراث العمراني والتراث الشعبي، وتحديد الآثار الظاهرة والمطمورة والغارقة التي تحتاج إلى حماية، وتحديد درجات الحماية لهذه الآثار، ووضع الأنظمة الإدارية التي تتولى حمايتها، ووضع الضوابط لتنظيم أعمال الإبقاء والإزالة وإيقاف أعمال الهدم أو الأعمال الجديدة التي تُنفذ من دون تراخيص. كما كانت أهم التعديلات في النظام هي التشديد في العقوبات على كل من يسرق أو يعبث بالآثار أو يتسبب في تدهورها.

## نظام الآثار قديماً
تأسست دائرة للآثار ترتبط بوزارة المعارف (وزارة التعليم حالياً) في شهر يناير عام 1964.
ثم صَدر نظام الآثار بالمرسوم الملكي عام 1392/ 1972، الذي ينص على الموافقة على نظام الآثار وتشكيل المجلس الأعلى للآثار لتحديد ورسم الخطوط العريضة لنشاط الإدارة والإشراف على منجزاتها، حفاظاً على الآثار والمواقع الأثرية، والعمل على تقرير أثريّة الأشياء والمباني التاريخية، والمواقع الأثرية، وكل ما يجب تسجيله من آثار.

## تعريف الآثار والمواقع التراثية
يُعرّف نظام الآثار والمتاحف والتراث العمراني بالسعودية، الآثار أو المواقع التراثية على أنها "الأعيان الثابتة والمنقولة والمطمورة والغارقة داخل حدود السعودية وفي المناطق البحرية الخاضعة لسيادتها أو ولايتها القانونية، التي بناها الإنسان، أو صنعها، أو أنتجها، أو كيّفها، أو رسمها، وتكوّنت لها خصائص أثرية بفعل تدخل الإنسان عبر العصور، وإن امتد تاريخها إلى فترة متأخرة، على ألا تقل عن 100 سنة، على أن يُعد ما يرجع إلى عهد أحدث آثاراً، وتدخل تحت اسم الآثار المواقع التاريخية ومواقع التراث الشعبي وقطعه".

## نقل قطاع التراث الوطني إلى وزارة الثقافة
في عام 1441/2019، نُقل قطاع التراث الوطني من الهيئة العامة للسياحة والآثار إلى هيئة التراث التابعة لوزارة الثقافة، وذلك عندما وقعت وزارتا السياحة والثقافة في 27 مارس 2019، مذكرة تفاهم لنقل قطاع التراث من هيئة السياحة والآثار  إلى هيئة التراث، كما دُمجت اللوائح التنفيذية لنظام الآثار والمتاحف والتراث العمراني لهيئة السياحة وهيئة التراث وأصبحت لائحة تنفيذية واحدة تحت اسم (اللائحة التنفيذية للآثار والتراث العمراني) وأصبح يمكن تطبيقها على كلاً من هيئة التراث وهيئة المتاحف لتصبح 114 مادة.